# Pterolophia bicristulata
Pterolophia bicristulata là một loài bọ cánh cứng trong họ Cerambycidae.